# Ефрем (Кузнецов)
Епископ Ефре́м (в миру Епифа́ний Андре́евич Кузнецо́в; 10 мая 1875, Забайкальская область — 5 сентября 1918, Москва) — епископ Русской православной церкви, епископ Селенгинский, викарий Забайкальской епархии.
Причислен к лику святых Русской православной церкви в 2000.

## Детство
Родился в семье забайкальских казаков 10 (22) мая 1875 года в станице Краснояровская (Нерчинско-Заводский округ, Забайкальская область).
После смерти отца, когда ребёнку было пять лет, жил в крайней бедности с матерью Евдокией Ефремовной и младшей сестрой Лидией. Перед смертью его отец завещал ему учиться. Получил начальное образование в сельском училище. Приходской священник представил талантливого ученика епархиальному архиерею, который распорядился принять его в духовное училище.
Позднее вспоминал «В раннем детстве Господь послал мне сиротство с его обычными в простонародной среде тяжелыми спутниками — беднотой беспросветной, лишениями и болезнями. Но этот крест учил меня смирению, терпению, пониманию страданий ближнего и состраданию… В это время на помощь Господь посылает добрую душу в лице приходского пастыря, который, пользуясь проездом через станицу ныне блаженной памяти архипастыря Иркутского, высокопреосвященного архиепископа Вениамина (Благонравова), по своему личному произволению, поставив меня пред лицом его на колена, усердно просит о принятии меня хотя на полуказённое содержание в духовное училище, с обещанием за меня, быть мне потом служителем церкви Божией. Просьба святителем Божьим уважается, и я, сирота-бедняк казачонок, какими наполнены станицы, оказываюсь в духовной школе, что тогда было весьма редким, чуть не исключительным явлением: велика ко мне милость Божия!»

## Образование
Окончил Нерчинское духовное училище в 1890 году, Иркутскую духовную семинарию в 1896 году, Казанскую духовную академию (в составе миссионерской группы монгольского отделения) со степенью кандидата богословия в 1903 году (тема кандидатской работы: «История христианского просвещения Забайкальских инородцев с покорения края до настоящего времени». По отзыву рецензента, «представляет собой прекрасную, тщательно продуманную работу, заслуживающую полного одобрения и поощрения какой-либо студенческой премии»).

## Сельский священник
После окончания семинарии вступил в брак с 18-летней дочерью иркутских мещан Марией Васильевной Сокошневой. 2 августа 1896 года был рукоположён в сан диакона, 4 августа — в сан священника. Служил в церкви Покрова Пресвятой Богородицы в селе Кокуй Забайкальской епархии. В 1898 году родилась дочь Елена и умерла жена. После этого принял решение стать миссионером.

## Миссионер
В 1903 году был направлен для служения в Бырцынский миссионерский стан, затем стал председателем совета Читинского центрального миссионерского училища, помощником начальника духовной миссии. С августа 1905 — начальник Забайкальской духовной миссии. Активно противодействовал попыткам ламаистского духовенства побудить крещёных ранее местных жителей отказаться от христианства.
Кроме того, был инспектором учительских курсов при Читинском миссионерском училище, сверхштатным членом Забайкальского епархиального училищного Совета, редактором «Забайкальских епархиальных ведомостей», исполнял должность Председателя Совета женского епархиального училища, был Председателем экзаменационной комиссии «для испытания лиц, ищущих священства, диаконского сана и псаломщических мест», состоял членом-казначеем церковного Братства Свв. Кирилла и Мефодия и Св. Иннокентия Иркутского.
По его инициативе в Чите было построено специальное двухэтажное здание для миссионерского училища. В училище было четыре класса — образцовая школа на сто пятьдесят учеников, помещение для пансиона на сто двадцать человек и две квартиры — для учителя и заведующего. Во втором этаже была устроена домовая Спасо-Преображенская церковь. В результате училище превратилось из начальной школы в низшее образовательное заведение духовного ведомства. Специально для работы в миссионерских станах здесь готовили псаломщиков и диаконов, изучался бурятский язык, история и практика миссии.
29 апреля 1907 года был возведён в сан протоиерея.
В 1908 году председатель Забайкальского отдела Союза Михаила Архангела, в 1909 году докладчик и один из секретарей отдела церковных вопросов на Всероссийском съезде русских людей, требовал «усугубить к евреям строгость закона».
17 октября 1909 года пострижен в монашество, 25 октября возведён в сан архимандрита.
В 1910 году возглавил процесс обращения в православие корейцев, бежавших в Россию после аннексии их страны Японией, лично выполнял обязанности миссионера в их среде. Для религиозно-нравственного просвещения корейцев, а также для изучения ими русского языка открыл катехизическую школу в Чите с пансионом, которая была и своеобразным центром корейского землячества. В 1911 году для более действенной христианизации корейцев было принято решение издавать журнал «Православие» на корейском языке. В 1913 году вместе с известным проповедником протоиереем И. И. Восторговым посетил Монголию для выяснения условий предполагаемого открытия православной миссии в Монголии. Однако из-за начавшейся Первой мировой войны этот проект не был реализован.
Редактор неофициального отдела «Забайкальских ЕВ» (1913—1917), председатель Комитета по сбору пожертвований на православных христиан и русских униатов Буковины и Галиции (1914), член-сотрудник Императорского православного палестинского общества (1916).
Награждён набедренником (1899), скуфьёй (1904), камилавкой (1906), наперсным крестом (1909), орденом Св. Анны 2-й степени (1914).

## Епископ
С 20 ноября 1916 года — епископ Селенгинский, викарий Забайкальской епархии (кафедра была учреждена в том же году для более успешной организации миссионерской деятельности).
Подробностей биографии архиерея в последующие 2 года не много.
После победы Февральской революции либеральная часть забайкальского духовенства и общества потребовали его отставки как «зарекомендовавшего себя всей своей прошлой деятельностью ярым реакционером, организатором Чёрной Сотни», но Св. Синод не согласился с этими требованиями.
В 1918 году выехал в Москву для участия в Поместном Соборе как заместитель епископа Мелетия (Заборовского), участвовал во 2-й сессии, член III Отдела. Выступил с докладом, в котором, в частности, дал оценку политическим процессам, происходившим в стране: «…что представляют собой переживаемые события в глазах верующего? Это кара Божья, вспомните, что творилось в последние годы в жизни государства, церкви, общества… Несомненно то, что виноваты в этом целые классы людей служения общественного, государственного, церковного. Гордыня, самомнение, неверие, отрицание, тупое стремление всё святое вытравить, попрать, разрушить, богоборство, подкоп под власть, порок во всей наготе — вот атмосфера, в которой протекала жуткая жизнь нашей Родины. И вот гнев Божий: война… Но это оказалось недостаточным, чтобы Русский народ… одумался и покаялся, даже напротив… Тогда Божьим попущением — крах государственного строя и революция с её беспредельным углублением… Не будет легче церкви, когда сойдут со сцены нынешние её гонители, а ко власти вернутся те, кто эти гонения начинал, имея в своей политической программе также задачу отделения церкви от государства… пришла ли в покаяние наша интеллигенция, много столь потрудившаяся над созданием крушения государственного строя и теперь являющаяся главной виновницей падения и гибели нашей Родины. Возьмём военную интеллигенцию, не она ли в лице своих высших представителей, окружавших верховную власть, пошла на переворот, забыв присягу. И вот за это самое сейчас она стёрта с лица земли».

## Арест и расстрел
Во время работы Собора жил на квартире протоиерея Иоанна Восторгова, где и был 2 июня арестован ВЧК. 5 сентября 1918 года вместе с протоиереем Иоанном Восторговым, бывшими сенатором Степаном Белецким, министрами внутренних дел Николаем Маклаковым и Алексеем Хвостовым, председателем Государственного совета Иваном Щегловитовым и рядом других лиц был как заложник публично казнён во внесудебном порядке на территории Петровского парка (по другим данным, в районе Братского кладбища или на Ходынском поле), в первый день после объявления красного террора. По просьбе Иоанна Восторгова палачи разрешили осуждённым перед смертью помолиться и попрощаться друг с другом. Все встали на колени, горячо молились, после чего подходили под благословение владыки Ефрема и отца Иоанна. Погребён в общей безвестной могиле на месте казни.

## Канонизация
1 ноября 1981 года Архиерейский собор РПЦЗ канонизировал Собор новомучеников и исповедников Российских, но без поимённой канонизации. В дальнейшем в число новомучеников был включён и епископ Ефрем с установлением памяти 22 августа.
Прославлен в сонме новомучеников Российских на юбилейном Архиерейском соборе Русской православной церкви в августе 2000 года.

## Сочинения
- Деятельность Забайкальской духовной миссии за сорокалетие её существования (с 1860 по 1899 гг.) / Свящ. Е. Кузнецов. — [2-е изд.]. — М.: печ. Снегиревой, 1902. — 20 с.
- Характеристика бурят с точки зрения способности их к принятию христианства и общеевропейской культуры. — Чита, 1905.
- В защиту православной противоязыческой миссии. — Чита, 1907.
- Последствия реализации Высочайшего указа 17 апреля 1905 в Забайкальской области // Сборник Съезда русских людей в Москве. — М., 1910.
- Иргень — место святое / [Архим. Ефрем]. — Чита : пар. типо-лит. «Забайк. т-во печ. дела», 1911. — 29 с.
- Зависимость труда земледельца от религиозно-нравственного состояния общества // Забайкальские епархиальные ведомости. — 1912. — № 13/14.
- Торжество Православия в Чите; Сообщение об исцелении; Пир веры на св. Иргени; Речь; Обращение; Проводы еп. Мефодия из Читы в Томск // Забайкальские епархиальные ведомости. — 1913. — № 3/4, 12, 14—16, 22—24.
- От редакции; Сопроводительное письмо; Доклад о проповеднической катехизации // Забайкальские епархиальные ведомости. — 1914. — № 6—7, 20—22.
- Земельная обида крещенных инородцев Забайкалья [Текст] / архимандрит Ефрем. — М.: «Русская печатня» С. К. Попова, 1914. — 8 с.
- Вероисповедный соблазн в Забайкалье // Православный благовестник. — 1914. — № 5/6.
- Введение в круг деятельности Забайкальской миссии // Православный благовестник. — 1915. — № 12.
- Где могила митр. Арсения Мацеевича?; Новые знамения милости Божией от Иргенской иконы св. вмц. Параскевы Пятницы // Забайкальские епархиальные ведомости. — 1915. — № 3. — С. 20.
- Крестный ход на Иргень [Текст] / [архимандрит Ефрем]. — Чита : Электро-типогр. Н. П. Первуницкаго, 1916. — 9 с.
- Речь начальника Забайкальской духовной миссии архимандрита Ефрема, произнесенная в г. Чите, в домовой архиерейской церкви 19 ноября, при наречении его во епископа Селенгинского // Прибавления к Церковным ведомостям. — Петроград, 1916. — № 51.
- Поучения; Крестный ход на Иргень; Явление и чудесная помощь воину св. вмц. Параскевы Пяятницы // Забайкальские епархиальные ведомости. — 1916. — № 10. — С. 16.
- Телеграмма с Собора // Забайкальские епархиальные ведомости. — 1918. — № 1/3.